# Pizsamás kardinálishal
A pizsamás kardinálishal (Sphaeramia nematoptera) a sugarasúszójú halak (Actinopterygii) osztályának a sügéralakúak (Perciformes) rendjébe, ezen belül a kardinálishal-félék (Apogonidae) családjába tartozó faj.

## Előfordulása

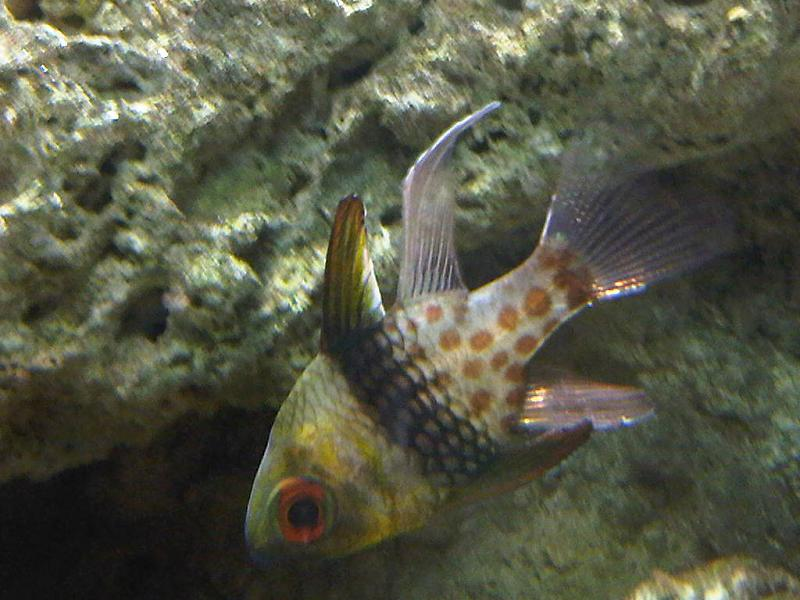
Pizsamás kardinálishal az angliai Királyi Botanikus Kertekhez tartozó Marine Display-ben

A pizsamás kardinálishal elterjedési területe a Csendes-óceán nyugati részén van, az indonéziai Jávától a Fidzsi-szigetekig. További állományai vannak a Rjúkjú-szigeteknél és a Nagy-korallzátony déli részénél. Újabban Tonga vizeiben is észrevették.

## Megjelenése
Ez a hal legfeljebb 8,5 centiméter hosszú. A színes halnak, élénk vörös szemei vannak. Testének középső részén, egy vastag, fekete, függőleges sáv húzódik. Feje sárga. Testének hátsó részén, vörös foltok láthatók.

## Életmódja
Trópusi korallzátony lakó, amely nem nagyon úszik 14 méternél mélyebbre. A védett öblökben és lagúnákban, a Porites nigrescens és Porites cylindrica nevű virágállatok „ágai” között, nagy rajokba tömörül. Éjszaka a nagy rajok szétválnak, és a tengerfenéken táplálkoznak.

## Felhasználása

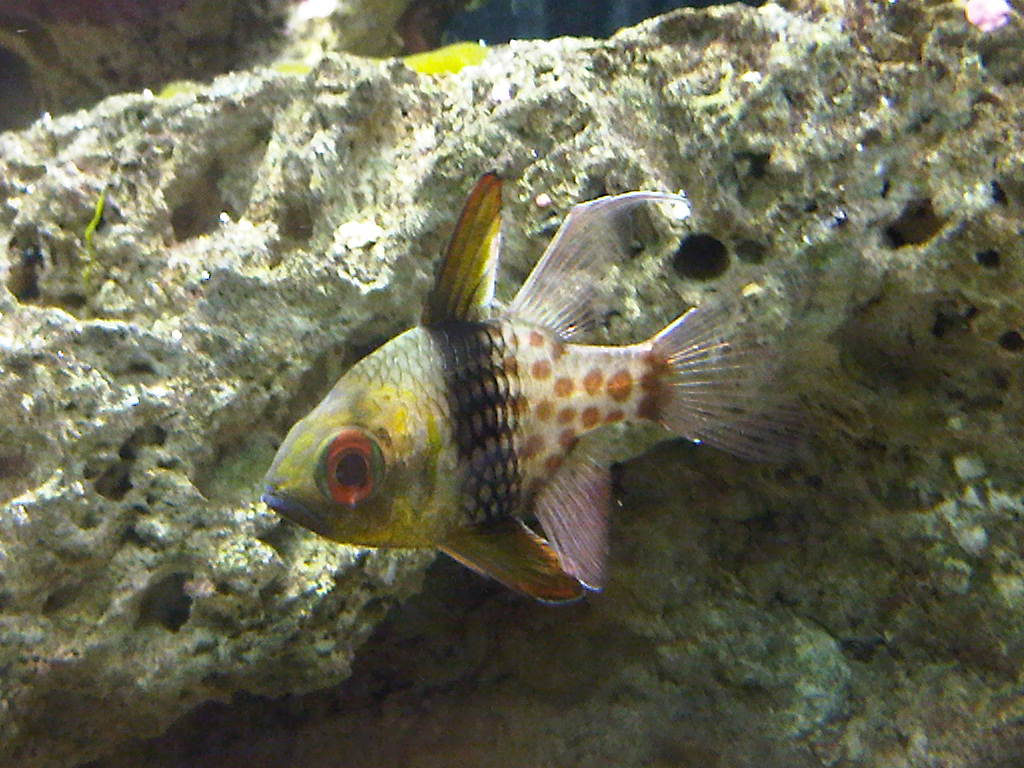

A pizsamás kardinálishal kedvelt akváriumi hal. Fogságban könnyen tartható és nevelhető.